# Danh sách Ủy viên dự khuyết Ủy ban Trung ương Đảng Cộng sản Trung Quốc khóa XX

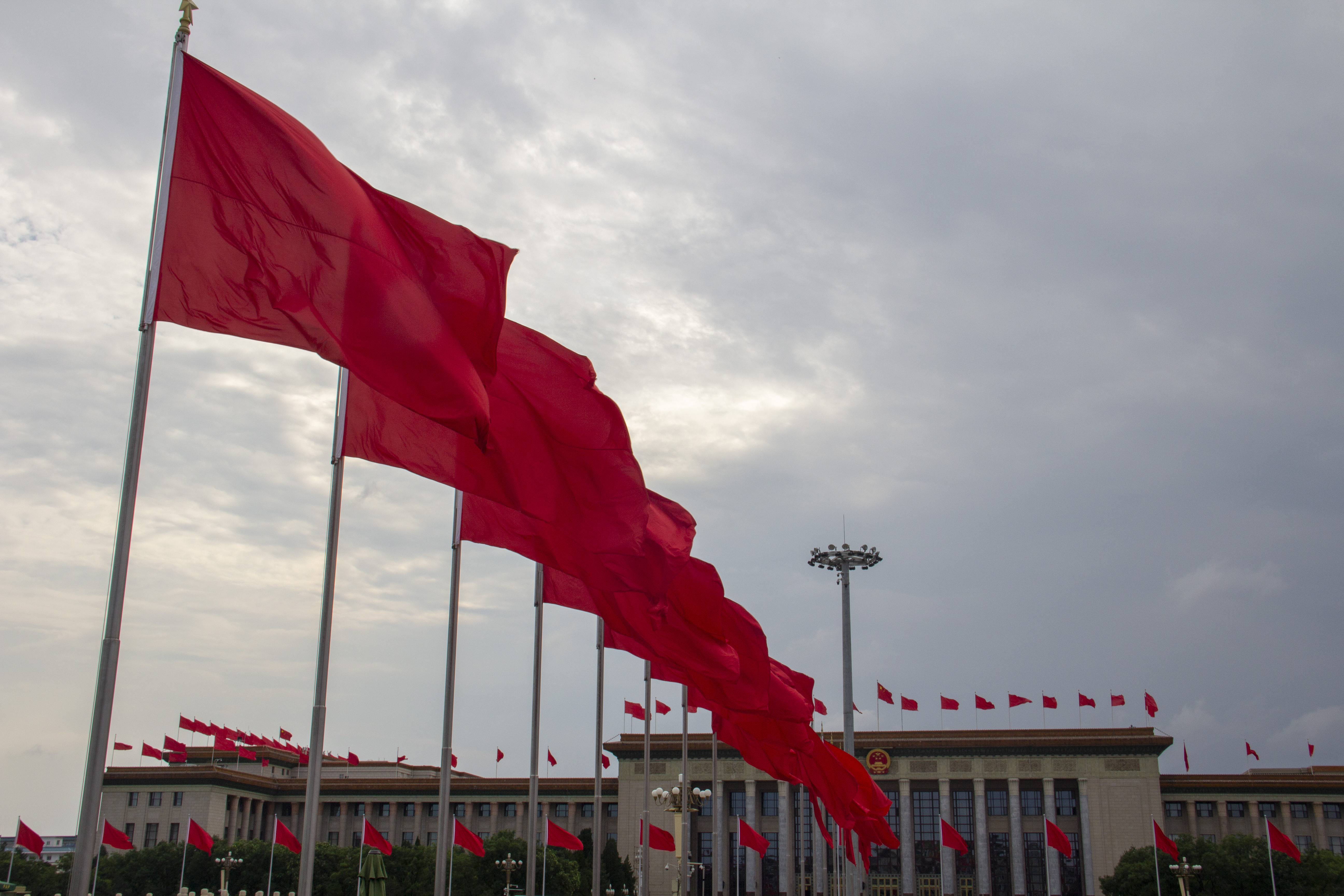
Treo hồng kỳ trước thềm sự kiện lớn ở Thiên An Môn và Đại lễ đường Nhân dân.

Đại hội Đảng Cộng sản Trung Quốc lần thứ XX được tổ chức tại Bắc Kinh, Trung Quốc từ ngày 16 đến ngày 22 tháng 10 năm 2022, với 2.379 đại biểu bao gồm 83 đại biểu khách mời, đại diện cho 96 triệu Đảng viên cả nước. Theo danh sách đề xuất ứng cử "lưỡng ủy" (两委) gồm nhân tuyển cho Ủy ban Trung ương Đảng Cộng sản Trung Quốc và Ủy ban Kiểm tra Kỷ luật Trung ương Đảng Cộng sản Trung Quốc được Bộ Chính trị thảo luận và thông qua ngày 25 tháng 9 năm 2022, có các ứng viên cho vị trí Ủy viên dự khuyết Ủy ban Trung ương Đảng Cộng sản Trung Quốc khóa XX. Ngày 22 tháng 10, vào ngày cuối cùng của đại hội, Đại 20 tổ chức bầu cử chính thức, lựa chọn các ứng cử viên với điều kiện đạt được quá nửa số phiếu và thông qua 171 Ủy viên dự khuyết Ủy ban Trung ương Đảng Cộng sản Trung Quốc khóa XX, bên cạnh 205 Ủy viên chính thức. Các Ủy viên dự khuyết Trung ương Đảng có nhiệm kỳ từ ngày 22 tháng 10 năm 2022 đến khi kết thúc nhiệm kỳ của Ủy ban Trung ương Đảng, thường lệ vào cuối năm 2027, với quyền hạn như Ủy viên chính thức, trừ quyền biểu quyết và ứng cử vào Bộ Chính trị, Ủy ban Thường vụ Bộ Chính trị, Ban Bí thư và Bí thư Ủy ban Kiểm tra Kỷ luật Trung ương.

## Danh sách Ủy viên dự khuyết
- Thuộc tính giới tính, dân tộc mặc định của các Ủy viên dự khuyết Trung ương Đảng là nam, người Hán, có bổ sung về giới tính và dân tộc kèm theo. Ngoài ra là quân hàm và chức danh viện sĩ khoa học nếu có.
- Cột "Vị trí đảm nhiệm" trình bày chức vụ chủ đạo của các Ủy viên dự khuyết, thời gian tính từ ngày 23 tháng 10 năm 2022 – Hội nghị toàn thể lần thứ nhất Ủy ban Trung ương khóa XX, cho đến cuối năm 2027, khi Đại hội Đảng Cộng sản Trung Quốc lần thứ XXI khai mạc. Trường hợp Ủy viên dự khuyết được bầu bổ sung vào Ủy viên chính thức thì "Vị trí đảm nhiệm" trong giai đoạn tiếp theo của họ không còn được mô tả ở danh sách này.
- Nếu các chức vụ không được ghi chú về thời gian thì có nghĩa là được Ủy viên dự khuyết đảm nhiệm trong toàn bộ nhiệm kỳ của Ủy ban Trung ương.
- Người đứng đầu Tỉnh ủy, Thành ủy, Khu ủy của đơn vị hành chính cấp tỉnh đều kiêm nhiệm Bí thư thứ Nhất Đảng ủy lực lượng quân sự của đơn vị hành chính đó, danh sách này không ghi chú kèm theo.
- Đối với Ủy ban Thường vụ Tỉnh ủy, Thành ủy, Khu ủy thì Ủy viên Ủy ban này được gọi tắt là Thường vụ Tỉnh ủy, Thành ủy, Khu ủy đó, bao gồm Bí thư, Phó Bí thư. Trường hợp được đề bạt làm Bí thư, Phó Bí thư thì mặc nhiên giữ chức vụ Ủy viên Ủy ban Thường vụ cho đến khi được miễn nhiệm, điều động.
- Người đứng đầu Chính phủ Nhân dân ở từng tỉnh, khu tự trị, trực hạt thị đều kiêm nhiệm Bí thư Đảng tổ Chính phủ Nhân dân đó, danh sách này không ghi chú kèm theo. Về chức vụ quyền Tỉnh trưởng, quyền Chủ tịch, quyền Thị trưởng thì vị trí của chức vụ này là cấp phó kiêm quyền của người đứng đầu, chẳng hạn như Phó Tỉnh trưởng kiêm quyền Tỉnh trưởng, cho đến khi người đó trở thành người đứng đầu chính thức.
- Các đơn vị hành chính được gọi là thành phố bao gồm trực hạt thị, địa cấp thị là tỉnh lỵ, địa cấp thị cấp phó tỉnh, cơ quan tổ chức Đảng là Thành ủy với người đứng đầu là Bí thư Thành ủy. Cơ quan tổ chức Đảng địa cấp thị là Thị ủy, người đứng đầu là Bí thư Thị ủy. Người đứng đầu Chính phủ Nhân dân thành phố, địa cấp thị đều là Thị trưởng.
- Đảng ủy các cơ quan, đơn vị của lực lượng vũ trang do Chính ủy là Bí thư Đảng ủy, thủ trưởng quân sự là Phó Bí thư Đảng ủy, danh sách này không ghi chú kèm theo.
- Tại các Bộ, cơ quan ngang Bộ, cơ quan trực thuộc, đơn vị công lập thuộc Quốc vụ viện, người đứng đầu tổ chức Đảng, người điều hành có thể không phải là một, danh sách này có ghi chú kèm theo.
- Danh sách này không ghi chú về vị trí thành viên các Đảng tổ, Ủy viên Đảng ủy.
- Trường hợp Ủy viên vi phạm kỷ luật Đảng, chịu các hình thức xử lý kỷ luật thì danh sách này chỉ đề cập khi nội dung hiệu lực của sự việc nằm trong khoảng thời gian nhiệm kỳ của Ủy ban Trung ương khóa XX.
- Danh sách ghi chú kèm theo các Ủy viên từng là Ủy viên chính thưc, dự khuyết của Ủy ban Trung ương Đảng, Ủy viên Ủy ban Kiểm tra Kỷ luật Trung ương Đảng trước khóa XX.

Tổng cộng 171 Ủy viên dự khuyết, sắp xếp theo thứ tự số lượng phiếu bầu nhận được, trường hợp số phiếu bằng nhau thì theo thứ tự các nét trong tên của Ủy viên theo chữ Hán giản thể:
| Ủy viên                                            | Chân dung | Sinh | Quê quán                      | Chức vụ đảm nhiệm | Ghi chú                                | Nguồn   |
| -------------------------------------------------- | --------- | ---- | ----------------------------- | --- | -------------------------------------- | ------- |
| Đinh Hướng Quần (nữ)                               |           | 1965 | Hoài An, Giang Tô             | Thường vụ Tỉnh ủy, Bộ trưởng Bộ Tổ chức Tỉnh ủy An Huy                                                                              |                                        | [ 4 ]   |
| Đinh Hưng Nông Trung tướng                         |           | 1963 | Kiến Hồ, Giang Tô             | Chủ nhiệm Bộ Công tác chính trị Lực lượng Chi viện chiến lược                                                                       |                                        | [ 5 ]   |
| Vu Lập Quân                                        |           | 1967 | Kiến Bình, Liêu Ninh          | Thường vụ Tỉnh ủy, Bộ trưởng Bộ Tổ chức Tỉnh ủy Tứ Xuyên                                                                            |                                        | [ 6 ]   |
| Vu Cát Hồng Viện sĩ (nữ)                           |           | 1967 | An Sơn, Liêu Ninh             | Chủ nhiệm Phòng thí nghiệm hợp tác quốc tế khoa học tương lai Đại học Cát Lâm                                                       |                                        | [ 7 ]   |
| Vu Hội Văn (Mãn)                                   |           | 1968 | Tuy Trung, Liêu Ninh          | Thường vụ Thành ủy Trùng Khánh, Bí thư Quận ủy Vạn Châu                                                                             |                                        | [ 8 ]   |
| Mã Hán Thành (Hồi)                                 |           | 1968 | Đồng Tâm, Ninh Hạ             | Thường vụ Khu ủy, Bộ trưởng Bộ Thống Chiến Khu ủy Ninh Hạ                                                                           |                                        | [ 9 ]   |
| Vương Kiện                                         |           | 1965 |                               | Thường vụ Tỉnh ủy Liêu Ninh, Phó Tỉnh trưởng thường vụ Liêu Ninh                                                                    |                                        | [ 10 ]  |
| Vương Hi Viện sĩ                                   |           | 1966 | Nam Thông, Giang Tô           | Thường vụ Tỉnh ủy Quảng Đông, Phó Tỉnh trưởng Quảng Đông                                                                            | Ủy viên khóa XIX (dự khuyết)           | [ 11 ]  |
| Vương Lập Nham Trung tướng                         |           | 1962 |                               | Chính ủy Lực lượng Hậu cần Quân ủy Trung ương                                                                                       |                                        | [ 12 ]  |
| Vương Vĩnh Hồng                                    |           | 1969 |                               | Cục trưởng Cục Quản lý sự vụ cơ quan Quốc gia                                                                                       |                                        | [ 13 ]  |
| Vương Kháng Bình Trung tướng                       |           | 1965 | Ích Dương, Hồ Nam             | Phó Tư lệnh Chiến khu Đông Bộ |                                        | [ 14 ]  |
| Vương Đình Khải                                    |           | 1967 | Trường Xuân, Cát Lâm          | Thường vụ Thành ủy, Bí thư Ủy ban Chính Pháp Thành ủy Thiên Tân                                                                     |                                        | [ 15 ]  |
| Vương Tân Vĩ                                       |           | 1967 | Bảo Phong, Hà Nam             | Thường vụ Tỉnh ủy Liêu Ninh, Bí thư Thành ủy Thẩm Dương                                                                             |                                        | [ 16 ]  |
| Vương Gia Nghị                                     |           | 1965 | Thanh Đồng Hạp, Ninh Hạ       | Phó Bí thư chuyên chức Tỉnh ủy Cam Túc                                                                                              |                                        | [ 17 ]  |
| Vi Thao (Tráng)                                    |           | 1970 | La Thành, Quảng Tây           | Thường vụ Tỉnh ủy Sơn Tây, Bí thư Thành ủy Thái Nguyên                                                                              |                                        | [ 18 ]  |
| Phương Vĩnh Tường Trung tướng                      |           | 1966 | Đồng An, Phúc Kiến            | Chính ủy Lục quân Chiến khu Nam Bộ                                                                                                  |                                        | [ 19 ]  |
| Phương Hồng Vệ                                     |           | 1966 | Phú Bình, Thiểm Tây           | Thường vụ Tỉnh ủy Thiểm Tây, Bí thư Thành ủy Tây An                                                                                 |                                        | [ 20 ]  |
| Đặng Diệc Vũ                                       |           | 1965 | Du, Hồ Nam                    | Chủ tịch Tập đoàn Dự trữ lương thực Trung Quốc                                                                                      |                                        | [ 21 ]  |
| Đặng Tu Minh                                       |           | 1964 | Bồng Khê, Tứ Xuyên            | Phó Bí thư Tỉnh ủy, Bí thư Ủy ban Chính Pháp Tỉnh ủy Giang Tô                                                                       | Ủy viên Kiểm Kỷ khóa XIX               | [ 22 ]  |
| Thạch Ngọc Cương (Miêu)                            |           | 1965 | Phượng Hoàng, Hồ Nam          | Phó Bí thư chuyên chức Tỉnh ủy Vân Nam                                                                                              |                                        | [ 23 ]  |
| Thạch Chính Lộ Trung tướng                         |           | 1963 | Đại Dã, Hồ Bắc                | Tư lệnh Lục quân Chiến khu Bắc Bộ                                                                                                   | Ủy viên khóa XIX (dự khuyết)           | [ 24 ]  |
| Lư Hồng (nữ)                                       |           | 1968 | Tỉnh Nghiên, Tứ Xuyên         | Thường vụ Thành ủy, Bộ trưởng Bộ Thống Chiến Thành ủy Trùng Khánh                                                                   |                                        | [ 25 ]  |
| Lư Đông Lượng                                      |           | 1973 | Khang Bình, Liêu Ninh         | Thường vụ Tỉnh ủy Sơn Tây, Bí thư Thị ủy Đại Đồng                                                                                   |                                        | [ 26 ]  |
| Phó Văn Hoá Thiếu tướng                            |           | 1965 |                               | Thường vụ Thành ủy Bắc Kinh, Tư lệnh Vệ binh Bắc Kinh                                                                               |                                        | [ 27 ]  |
| Tùng Lượng                                         |           | 1971 | Văn Đăng, Sơn Đông            | Cục trưởng Cục Dự trữ vật tư và lương thực Quốc gia                                                                                 |                                        | [ 28 ]  |
| Bao Cương (Mông Cổ)                                |           | 1969 | Phụ Tân, Liêu Ninh            | Thường vụ Khu ủy Nội Mông, Bí thư Thành ủy Hohhot                                                                                   |                                        | [ 29 ]  |
| Hình Thiện Bình (nữ)                               |           | 1968 | Hòa, An Huy                   | Thường vụ Tỉnh ủy, Bộ trưởng Bộ Tổ chức Tỉnh ủy Phúc Kiến                                                                           |                                        | [ 30 ]  |
| Cát Lâm                                            |           | 1962 | Thượng Hải                    | Bí thư Đảng tổ, Phó Viện trưởng thứ nhất Học viện Chủ nghĩa xã hội Trung ương                                                       | Ủy viên khóa XVII và XVIII (dự khuyết) | [ 31 ]  |
| Khúc Oánh Phác                                     |           | 1965 | Đường Hà, Hà Nam              | Xã trưởng, Tổng biên tập China Daily                                                                                                |                                        | [ 32 ]  |
| Lã Quân                                            |           | 1967 | Tân Tập, Hà Bắc               | Chủ tịch Tập đoàn Trung Lương | Ủy viên khóa XIX (dự khuyết)           | [ 33 ]  |
| Chu Thiên Thư                                      |           | 1969 | Tú Thiên, Giang Tô            | Thường vụ Tỉnh ủy Cam Túc, Bí thư Thành ủy Lan Châu                                                                                 |                                        | [ 34 ]  |
| Chu Văn Tường Trung tướng                          |           | 1963 | Hưng Quốc, Giang Tây          | Phó Tư lệnh Lực lượng Cảnh sát Vũ trang                                                                                             |                                        | [ 35 ]  |
| Chu Chi Tùng                                       |           | 1969 | Liên Vân Cảng, Giang Tô       | Thường vụ Thành ủy Thượng Hải, Bí thư Khu ủy Tân khu Phố Đông                                                                       |                                        | [ 36 ]  |
| Chu Quốc Hiền                                      |           | 1964 | Nghĩa Ô, Chiết Giang          | Phó Bí thư chuyên chức Tỉnh ủy Hồ Nam                                                                                               |                                        | [ 37 ]  |
| Chu Hạc Tân                                        |           | 1968 | Khải Đông, Giang Tô           | Chủ tịch Tập đoàn Trung Tín Trung Quốc                                                                                              |                                        | [ 38 ]  |
| Lưu Quân                                           |           | 1972 | Thông Vị, Cam Túc             | Hàng trưởng Ngân hàng Giao thông Giám sự trưởng Hiệp hội Giao dịch thị trường ngân hàng Trung Quốc                                  |                                        | [ 39 ]  |
| Lưu Tiệp                                           |           | 1970 | Đan Dương, Giang Tô           | Thường vụ Tỉnh ủy Chiết Giang, Bí thư Thành ủy Hàng Châu                                                                            |                                        | [ 40 ]  |
| Lưu Cường                                          |           | 1971 | Hải Nguyên, Ninh Hạ           | Thường vụ Tỉnh ủy Sơn Đông, Bí thư Thành ủy Tế Nam                                                                                  |                                        | [ 41 ]  |
| Lưu Trọng Hoa Viện sĩ                              |           | 1965 | Hành Dương, Hồ Nam            | Chủ nhiệm Phòng Nghiên cứu Công nghệ Chè Quốc gia Chủ nhiệm Ủy ban Học thuật Đại học Nông nghiệp Hồ Nam                             |                                        | [ 42 ]  |
| Lưu Hồng Kiến                                      |           | 1973 | Phúc Đỉnh, Phúc Kiến          | Thường vụ Tỉnh ủy Vân Nam, Bí thư Thành ủy Côn Minh                                                                                 |                                        | [ 43 ]  |
| Lưu Quế Bình                                       |           | 1966 | Hành Nam, Hồ Nam              | Thường vụ Thành ủy Thiên Tân, Phó Thị trưởng thường vụ Thiên Tân                                                                    |                                        | [ 44 ]  |
| Lưu Liệt Hoành                                     |           | 1968 | Thành Đô, Tứ Xuyên            | Chủ tịch Liên Thông Trung Quốc |                                        | [ 45 ]  |
| Lưu Kính Trinh                                     |           | 1967 | Y Xuân, Hắc Long Giang        | Chủ tịch Tập đoàn Dược phẩm Quốc gia Lý sự trưởng Liên minh Bảo đảm ứng cấp Y Dược Quốc gia                                         |                                        | [ 46 ]  |
| Quan Chí Âu (Mãn)                                  |           | 1969 | Thẩm Dương, Liêu Ninh         | Cục trưởng Cục Thảo nguyên và Lâm nghiệp Quốc gia                                                                                   |                                        | [ 47 ]  |
| Thang Quảng Phúc Viện sĩ                           |           | 1966 | Trừ Châu, An Huy              | Phó Viện trưởng Viện nghiên cứu Internet năng lượng toàn cầu                                                                        |                                        | [ 48 ]  |
| An Vĩ                                              |           | 1966 | Trấn Bình, Hà Nam             | Phó Bí thư Tỉnh ủy Hà Nam, Bí thư Thành ủy Trịnh Châu                                                                               |                                        | [ 49 ]  |
| Nông Sinh Văn (Tráng)                              |           | 1965 | Thiên Đẳng, Quảng Tây         | Phó Bí thư Khu ủy Quảng Tây, Bí thư Thành ủy Nam Ninh                                                                               |                                        | [ 50 ]  |
| Tôn Hướng Đông Thiếu tướng                         |           | 1966 | An Lục, Hồ Bắc                | Quân đoàn trưởng Quân đoàn Không giáng                                                                                              |                                        | [ 51 ]  |
| Tôn Kim Minh Trung tướng                           |           | 1965 | Thái Châu, Giang Tô           | Tham mưu trưởng Lực lượng Tên lửa chiến lược                                                                                        |                                        | [ 52 ]  |
| Tôn Mai Quân (nữ)                                  |           | 1965 | Khai Giang, Tứ Xuyên          | Thường vụ Thành ủy, Bộ trưởng Bộ Tổ chức Thành ủy Bắc Kinh                                                                          |                                        | [ 53 ]  |
| Kỷ Bân                                             |           | 1966 | Đài Trung, Đài Loan           | Phó Hội trưởng Liên hội Đồng bào Đài Loan                                                                                           |                                        | [ 54 ]  |
| Đỗ Giang Phong Viện sĩ                             |           | 1969 | Vô Tích, Giang Tô             | Phó Hiệu trưởng Đại học Khoa học Kỹ thuật Trung Quốc                                                                                |                                        | [ 55 ]  |
| Lý Vân Trạch                                       |           | 1970 | Yên Đài, Sơn Đông             | Thường vụ Tỉnh ủy Tứ Xuyên, Phó Tỉnh trưởng thường vụ Tứ Xuyên                                                                      |                                        | [ 56 ]  |
| Lý Văn Đường                                       |           | 1965 | Kim Hoa, Chiết Giang          | Chủ nhiệm Bộ Giáo Nghiên Văn học, Lịch sử và Giáo dục Trường Đảng Trung ương                                                        |                                        | [ 57 ]  |
| Lý Thuật Tài Viện sĩ                               |           | 1965 | Lai Thủy, Hà Bắc              | Phó Bí thư Đảng ủy, Hiệu trưởng Đại học Sơn Đông                                                                                    |                                        | [ 58 ]  |
| Lý Thạch Tùng (Bạch)                               |           | 1969 | Vân Long, Vân Nam             | Thường vụ Tỉnh ủy Vân Nam, Bí thư Thị ủy Khúc Tĩnh                                                                                  |                                        | [ 59 ]  |
| Lý Hồng Quân                                       |           | 1965 | Đương Dương, Hồ Bắc           | Thường vụ Tỉnh ủy Giang Tây, Bí thư Thành ủy Nam Xương                                                                              |                                        | [ 60 ]  |
| Lý Hiền Ngọc Thiếu tướng, Viện sĩ (nữ, Triều Tiên) |           | 1965 | Mẫu Đơn Giang, Hắc Long Giang | Tổng Công trình sư Viện nghiên cứu Quân chủng Tên lửa                                                                               |                                        | [ 61 ]  |
| Lý Minh Tuấn                                       |           | 1970 | Huy Huyện, Hà Nam             | Thường vụ Thị ủy Khai Phong, Bí thư Huyện ủy Lan Khảo                                                                               |                                        | [ 62 ]  |
| Lý Minh Thanh                                      |           | 1965 | Trùng Khánh                   | Phó Bí thư Thành ủy, Bí thư Ủy ban Chính Pháp Thành ủy Trùng Khánh                                                                  |                                        | [ 63 ]  |
| Lý Kiến Dung (nữ)                                  |           | 1966 |                               | Phó Sở trưởng Sở nghiên cứu Thiết kế động cơ Thẩm Dương AVIC Phó Viện trưởng Viện nghiên cứu Phát triển hàng không Trung Quốc       |                                        | [ 64 ]  |
| Lý Vinh Xán                                        |           | 1966 | Thiệu Hưng, Chiết Giang       | Phó Bí thư chuyên chức Tỉnh ủy Hồ Bắc                                                                                               |                                        | [ 65 ]  |
| Lý Điện Huân                                       |           | 1967 | Thượng Thái, Hà Nam           | Thường vụ Tỉnh ủy Hồ Nam, Phó Tỉnh trưởng thường vụ Hồ Nam                                                                          |                                        | [ 66 ]  |
| Lý Nho Tân Viện sĩ                                 |           | 1969 | Kiến Âu, Phúc Kiến            | Bí thư Đảng ủy, Phó Hiệu trưởng Đại học Khoa học Kỹ thuật Thượng Hải                                                                |                                        | [ 67 ]  |
| Dương Bân (Di)                                     |           | 1966 | Khâu Bắc, Vân Nam             | Phó Tỉnh trưởng Vân Nam |                                        | [ 68 ]  |
| Dương Tấn Bách                                     |           | 1973 | Giang Lăng, Hồ Bắc            | Thường vụ Thành ủy Bắc Kinh, Phó Thị trưởng thường vụ Bắc Kinh                                                                      |                                        | [ 69 ]  |
| Liên Mậu Quân                                      |           | 1970 | Triều Dương, Liêu Ninh        | Thường vụ Thành ủy Thiên Tân, Bí thư Khu ủy Tân khu Tân Hải                                                                         |                                        | [ 70 ]  |
| Thời Quang Huy                                     |           | 1970 | Phụ Dương, An Huy             | Phó Bí thư Tỉnh ủy, Bí thư Ủy ban Chính Pháp Tỉnh ủy Quý Châu                                                                       |                                        | [ 71 ]  |
| Ngô Hạo                                            |           | 1970 | Nam Dương, Hà Nam             | Thường vụ Tỉnh ủy, Bộ trưởng Bộ Tổ chức Tỉnh ủy Giang Tây                                                                           |                                        | [ 72 ]  |
| Ngô Thanh                                          |           | 1965 | Mông Thành, An Huy            | Thường vụ Thành ủy Thượng Hải, Phó Thị trưởng thường vụ Thượng Hải                                                                  |                                        | [ 73 ]  |
| Ngô Cường (Động)                                   |           | 1966 | Tân Hoảng, Hồ Nam             | Thường vụ Tỉnh ủy Quý Châu, Phó Tỉnh trưởng thường vụ Quý Châu                                                                      |                                        | [ 74 ]  |
| Ngô Khổng Minh Viện sĩ                             |           | 1964 | Cố Thủy, Hà Nam               | Viện trưởng Viện Khoa học nông nghiệp                                                                                               |                                        | [ 75 ]  |
| Ngô Tuấn Bảo Trung tướng                           |           | 1965 | Tiềm Giang, Hồ Bắc            | Phó Tư lệnh Chiến khu Đông Bộ |                                        | [ 76 ]  |
| Ngô Thắng Hoa (Bố Y)                               |           | 1966 | Đô Quân, Quý Châu             | Thường vụ Tỉnh ủy Quý Châu, Bí thư Thị ủy Tất Tiết                                                                                  | Ủy viên khóa XIX (dự khuyết)           | [ 77 ]  |
| Ngô Triều Huy Viện sĩ                              |           | 1966 | Ôn Châu, Chiết Giang          | Hiệu trưởng Đại học Chiết Giang | Ủy viên khóa XIX (dự khuyết)           | [ 78 ]  |
| Khâu Dũng Viện sĩ                                  |           | 1964 | Vinh, Tứ Xuyên                | Bí thư Đảng ủy Đại học Thanh Hoa |                                        | [ 79 ]  |
| Hà Nhã Linh Viện sĩ (nữ)                           |           | 1963 | Tây An, Thiểm Tây             | Chủ nhiệm Ủy ban Chỉ đạo giảng dạy chuyên ngành Động cơ năng lượng Bộ Giáo dục Chủ nhiệm Ủy ban Học thuật Đại học Giao thông Tây An | Ủy viên khóa XIX (dự khuyết)           | [ 80 ]  |
| Cốc Chú                                            |           | 1967 | Thượng Hải                    | Chủ tịch Ngân hàng Nông nghiệp Trung Quốc                                                                                           |                                        | [ 81 ]  |
| Thẩm Oánh (nữ)                                     |           | 1965 | Tín Dương, Hà Nam             | Thường vụ Tỉnh ủy Hắc Long Giang, Phó Tỉnh trưởng thường vụ Hắc Long Giang                                                          |                                        | [ 82 ]  |
| Thẩm Đan Dương                                     |           | 1965 | Chiếu An, Phúc Kiến           | Thường vụ Tỉnh ủy Hải Nam, Phó Tỉnh trưởng thường vụ Hải Nam                                                                        |                                        | [ 83 ]  |
| Trương Vĩ                                          |           | 1970 |                               | Chủ tịch Tập đoàn Mạng lưới Đường ống khí đốt và dầu khí Quốc gia                                                                   |                                        | [ 84 ]  |
| Trương Chính                                       |           | 1966 | Đại Khánh, Hắc Long Giang     | Thường vụ Tỉnh ủy, Bộ trưởng Bộ Tuyên truyền Tỉnh ủy Hà Bắc                                                                         |                                        | [ 85 ]  |
| Trương Phượng Trung Thiếu tướng                    |           | 1966 | Tân Nghi, Giang Tô            | Tư lệnh Căn cứ 66 Quân chủng Tên lửa                                                                                                |                                        | [ 86 ]  |
| Trương Văn Binh                                    |           | 1971 | Hoắc Khâu, An Huy             | Thường vụ Tỉnh ủy, Bộ trưởng Bộ Tổ chức Tỉnh ủy Hồ Bắc                                                                              |                                        | [ 87 ]  |
| Trương An Thuận                                    |           | 1965 | Bình Âm, Sơn Đông             | Thường vụ Tỉnh ủy Hắc Long Giang, Bí thư Thành ủy Cáp Nhĩ Tân                                                                       |                                        | [ 88 ]  |
| Trương Quốc Hoa                                    |           | 1964 | Ngô Giang, Giang Tô           | Thường vụ Tỉnh ủy Hà Bắc, Phó Tỉnh trưởng Hà Bắc Bí thư Khu ủy, Chủ nhiệm Ủy ban Quản lý Tân khu Hùng An                            |                                        | [ 89 ]  |
| Trương Trung Dương                                 |           | 1970 | Lưu Dương, Hồ Nam             | Tổng giám đốc Tập đoàn Khoa học Kỹ thuật hàng không vũ trụ Trung Quốc                                                               |                                        | [ 90 ]  |
| Trương Kim Lương                                   |           | 1969 | Lâm Cù, Sơn Đông              | Phó Bí thư Đảng ủy, Phó Chủ tịch, Hàng trưởng Ngân hàng Xây dựng Trung Quốc                                                         |                                        | [ 91 ]  |
| Trương Xuân Lâm                                    |           | 1965 | Đức Dương, Tứ Xuyên           | Phó Bí thư Khu ủy, Bộ trưởng Bộ Tuyên truyền Khu ủy Tân Cương                                                                       |                                        | [ 92 ]  |
| Trương Vinh Kiều                                   |           | 1966 | Kỳ Môn, An Huy                | Phó Tổng thiết kế sư Chương trình thám hiểm Mặt Trăng Tổng thiết kế sư Thiên vấn 1                                                  |                                        | [ 93 ]  |
| Trương Siêu Siêu                                   |           | 1967 | Tân Thái, Hà Nam              | Thường vụ Tỉnh ủy Hà Bắc, Bí thư Thành ủy Thạch Gia Trang                                                                           |                                        | [ 94 ]  |
| Trương Trí Cương                                   |           | 1964 |                               | Phó Bí thư Đảng ủy, Tổng giám đốc Tập đoàn lưới điện Trung Quốc                                                                     |                                        | [ 95 ]  |
| Trần Kiệt Viện sĩ                                  |           | 1965 | Phúc Thanh, Phúc Kiến         | Hiệu trưởng Đại học Đồng Tế |                                        | [ 96 ]  |
| Trần Ung (Mãn)                                     |           | 1966 | Bắc Trấn, Liêu Ninh           | Phó Bí thư chuyên chức Khu ủy Ninh Hạ                                                                                               | Ủy viên Kiểm Kỷ khóa XIX               | [ 97 ]  |
| Trần Vĩnh Kỳ                                       |           | 1967 | Hoài Nhân, Sơn Tây            | Thường vụ Khu ủy Tây Tạng, Phó Chủ tịch thường vụ Tây Tạng                                                                          |                                        | [ 98 ]  |
| Trần Hoành Mẫn Thiếu tướng                         |           | 1970 |                               | Chủ nhiệm Trung tâm Khống chế phi hành không gian Bắc Kinh                                                                          |                                        | [ 99 ]  |
| Trần Kiến Văn                                      |           | 1965 | Long Hải, Phúc Kiến           | Thường vụ Tỉnh ủy, Bộ trưởng Bộ Tuyên truyền Tỉnh ủy Quảng Đông                                                                     |                                        | [ 100 ] |
| Trần Thuỵ Phong                                    |           | 1966 | Giao Nam, Sơn Đông            | Thường vụ Tỉnh ủy Thanh Hải, Bí thư Thành ủy Tây Ninh                                                                               |                                        | [ 101 ] |
| Lâm Khắc Khánh                                     |           | 1966 | Tiên Đào, Hồ Bắc              | Thường vụ Tỉnh ủy Quảng Đông, Bí thư Thành ủy Quảng Châu                                                                            |                                        | [ 102 ] |
| Hàng Nghĩa Hồng Viện sĩ                            |           | 1962 |                               | Bí thư Đảng ủy, Phó Viện trưởng Viện nghiên cứu Vật lý kỹ thuật                                                                     | Ủy viên khóa XIX (dự khuyết)           | [ 103 ] |
| La Cường (Miêu)                                    |           | 1970 | Tư Nam, Quý Châu              | Bí thư Châu ủy Kiềm Đông Nam |                                        | [ 104 ] |
| La Đông Xuyên                                      |           | 1965 | Trùng Khánh                   | Phó Bí thư Tỉnh ủy, Bí thư Ủy ban Chính Pháp Tỉnh ủy Phúc Kiến                                                                      |                                        | [ 105 ] |
| Kim Đông Hàn Viện sĩ                               |           | 1961 | Tuy Hóa, Hắc Long Giang       | Hiệu trưởng Đại học Thiên Tân | Ủy viên khóa XVIII và XIX (dự khuyết)  | [ 106 ] |
| Chu Chí Hâm Thiếu tướng, Viện sĩ                   |           | 1965 | Thái Hồ, An Huy               | Hiệu trưởng Đại học Kỹ thuật du hành không gian                                                                                     |                                        | [ 107 ] |
| Chu Kiến Quốc Thiếu tướng                          |           | 1964 | Tây An, Thiểm Tây             | Tư lệnh Lực lượng Cảnh sát Vũ trang Tân Cương                                                                                       |                                        | [ 108 ] |
| Trịnh Học Tuyển                                    |           | 1966 |                               | Chủ tịch Tập đoàn Xây dựng Trung Quốc                                                                                               |                                        | [ 109 ] |
| Triệu Đông (Mãn)                                   |           | 1971 |                               | Tổng giám đốc, Đồng sự Tập đoàn Hóa dầu Trung Quốc                                                                                  |                                        | [ 110 ] |
| Hồ Văn Dung                                        |           | 1964 | Phủ Điền, Phúc Kiến           | Thường vụ Thành ủy, Bộ trưởng Bộ Tổ chức Thành ủy Thượng Hải                                                                        |                                        | [ 111 ] |
| Thi Tiểu Lâm (nữ)                                  |           | 1969 | Dư Diêu, Chiết Giang          | Thường vụ Tỉnh ủy Tứ Xuyên, Bí thư Thành ủy Thành Đô                                                                                | Ủy viên khóa XIX (dự khuyết)           | [ 112 ] |
| Khương Huy                                         |           | 1969 | Kiến Xương, Liêu Ninh         | Thường vụ Thành ủy, Bộ trưởng Bộ Tuyên truyền Thành ủy Trùng Khánh                                                                  |                                        | [ 113 ] |
| Khương Quốc Bình Trung tướng                       |           | 1962 | Nhũ Sơn, Sơn Đông             | Phó Tư lệnh, Tham mưu trưởng Chiến khu Bắc Bộ                                                                                       |                                        | [ 114 ] |
| Hồng Khánh (Triều Tiên)                            |           | 1976 | Diên Biên, Cát Lâm            | Phó Bí thư Châu ủy, Châu trưởng Diên Biên                                                                                           |                                        | [ 115 ] |
| Zulhayat Ismayil (nữ, Duy Ngô Nhĩ)                 |           | 1977 | Ürümqi, Tân Cương             | Phó Bí thư Đảng ủy, Phó Hiệu trưởng Đại học Kashgar                                                                                 |                                        | [ 116 ] |
| Phí Đông Bân                                       |           | 1970 | Cẩm Châu, Liêu Ninh           | Cục trưởng Cục Đường sắt Quốc gia                                                                                                   |                                        | [ 117 ] |
| Phí Cao Vân                                        |           | 1971 | Hoài An, Giang Tô             | Thường vụ Tỉnh ủy Giang Tô, Phó Tỉnh trưởng thường vụ Giang Tô                                                                      |                                        | [ 118 ] |
| Diêu Lâm Viện sĩ                                   |           | 1965 | Nam Thông, Giang Tô           | Chủ tịch Tập đoàn Tài nguyên khoáng sản Trung Quốc                                                                                  |                                        | [ 119 ] |
| Viên Khiết Viện sĩ                                 |           | 1965 | Khải Đông, Giang Tô           | Chủ tịch Tập đoàn Khoa học và Công nghiệp hàng không vũ trụ Trung Quốc                                                              |                                        | [ 120 ] |
| Viên Cổ Khiết (nữ)                                 |           | 1968 | Tuân Nghĩa, Quý Châu          | Thường vụ Tỉnh ủy, Bí thư Ủy ban Chính Pháp Tỉnh ủy Quảng Đông                                                                      |                                        | [ 121 ] |
| Hạ Lâm Mậu                                         |           | 1970 | Tân Hồ, Giang Tô              | Thường vụ Thành ủy, Bí thư Ủy ban Công tác giáo dục Thành ủy Bắc Kinh                                                               |                                        | [ 122 ] |
| Từ Lưu Bình                                        |           | 1964 | Dương Trung, Giang Tô         | Chủ tịch Tập đoàn FAW |                                        | [ 123 ] |
| Lăng Hoán Tân Trung tướng                          |           | 1962 | Tĩnh Giang, Giang Tô          | Phó Bí thư Ủy ban Kiểm tra Kỷ luật Quân ủy Trung ương                                                                               |                                        | [ 124 ] |
| Quách Phương (nữ)                                  |           | 1970 | Đức Hóa, Phúc Kiến            | Thường vụ Thành ủy, Tổng thư ký Thành ủy Thượng Hải                                                                                 |                                        | [ 125 ] |
| Quách Nguyên Cường                                 |           | 1965 | Tín Dương, Hà Nam             | Thường vụ Tỉnh ủy Hồ Bắc, Bí thư Thành ủy Vũ Hán                                                                                    |                                        | [ 126 ] |
| Quách Ninh Ninh (nữ)                               |           | 1970 | Thẩm Dương, Liêu Ninh         | Thường vụ Tỉnh ủy Phúc Kiến, Phó Tỉnh trưởng thường vụ Phúc Kiến                                                                    |                                        | [ 127 ] |
| Quách Vĩnh Hồng (nữ)                               |           | 1968 | Hy Thủy, Hồ Nam               | Thường vụ Tỉnh ủy, Bộ trưởng Bộ Thống Chiến Tỉnh ủy Thiểm Tây                                                                       |                                        | [ 128 ] |
| Quách Trúc Học                                     |           | 1966 | Nguyên Thị, Hà Bắc            | Tổng giám đốc, Đồng sự Tập đoàn Đường sắt Trung Quốc                                                                                |                                        | [ 129 ] |
| Gia Cát Vũ Kiệt                                    |           | 1971 | Thượng Hải                    | Phó Bí thư Thành ủy, Bí thư Ủy ban Chính Pháp Thành ủy Thượng Hải                                                                   |                                        | [ 130 ] |
| Hoàng Như Viện sĩ (nữ, Hồi)                        |           | 1969 | Nam An, Phúc Kiến             | Hiệu trưởng Đại học Đông Nam |                                        | [ 131 ] |
| Hoàng Húc Thông Thiếu tướng                        |           | 1970 |                               | Quân đoàn trưởng Tập đoàn quân 74                                                                                                   |                                        | [ 132 ] |
| Hoàng Chí Cường                                    |           | 1970 | Thường Thục, Giang Tô         | Thường vụ Khu ủy Nội Mông, Phó Chủ tịch thường vụ Nội Mông                                                                          |                                        | [ 133 ] |
| Hoàng Lộ Sinh Viện sĩ                              |           | 1965 | Thượng Do, Giang Tây          | Bí thư Đảng ủy Đại học Nông nghiệp Hoa Trung                                                                                        |                                        | [ 134 ] |
| Tào Thục Mẫn (nữ)                                  |           | 1966 | Tân Tập, Hà Bắc               | Phó Chủ nhiệm Văn phòng Tin tức Internet Quốc gia Phó Chủ tịch Hội Liên hiệp Phụ nữ                                                 |                                        | [ 135 ] |
| Cung Kỳ Hoàng Viện sĩ                              |           | 1964 | Phủ Điền, Phúc Kiến           | Phó Bí thư Đảng ủy, Hiệu trưởng Đại học Bắc Kinh                                                                                    |                                        | [ 136 ] |
| Thường Tiến Viện sĩ                                |           | 1966 | Thái Hưng, Giang Tô           | Đài trưởng Đài Thiên văn Quốc gia Viện trưởng Đài thiên văn Tử Kim Sơn                                                              |                                        | [ 137 ] |
| Thôi Ngọc Trung Trung tướng                        |           | 1964 | Hải Luân, Hắc Long Giang      | Phó Tư lệnh Hải quân |                                        | [ 138 ] |
| Thôi Vĩnh Huy                                      |           | 1970 | Ân Thi, Hồ Bắc                | Thường vụ Tỉnh ủy Phúc Kiến, Bí thư Thành ủy Hạ Môn                                                                                 |                                        | [ 139 ] |
| Khang Nghĩa                                        |           | 1966 | Song Phong, Hồ Nam            | Cục trưởng Cục Thống kê Quốc gia |                                        | [ 140 ] |
| Bành Giai Học                                      |           | 1965 | Tiềm Sơn, An Huy              | Thường vụ Tỉnh ủy Chiết Giang, Bí thư Thành ủy Ninh Ba                                                                              |                                        | [ 141 ] |
| Cát Xảo Hồng (nữ)                                  |           | 1970 | Thương Thủy, Hà Nam           | Bí thư Thị ủy Tiêu Tác |                                        | [ 142 ] |
| Đổng Vệ Dân                                        |           | 1968 | Vũ Huyệt, Hồ Bắc              | Thường vụ Tỉnh ủy Hồ Bắc, Phó Tỉnh trưởng thường vụ Hồ Bắc                                                                          |                                        | [ 143 ] |
| Hàn Lập Minh (nữ)                                  |           | 1964 | Thường Châu, Giang Tô         | Thường vụ Tỉnh ủy Giang Tô, Bí thư Thành ủy Nam Kinh                                                                                |                                        | [ 144 ] |
| Đàm Vĩ Trung                                       |           | 1971 | Ngọc Lâm, Quảng Tây           | Phó Bí thư Thành ủy, Thị trưởng Thâm Quyến                                                                                          |                                        | [ 145 ] |
| Cảnh Kiến Phong Trung tướng                        |           | 1966 | Trường Hưng, Chiết Giang      | Phó Tham mưu trưởng Bộ Tham mưu liên hợp Quân ủy Trung ương                                                                         |                                        | [ 146 ] |
| Phó Ái Quốc Thiếu tướng                            |           | 1968 |                               | Chính ủy Đại học Công nghệ Quốc phòng                                                                                               |                                        | [ 147 ] |
| Phurbu Dongrub (Tạng)                              |           | 1972 | Gyangzê, Tây Tạng             | Thường vụ Khu ủy Tây Tạng, Bí thư Thành ủy Lhasa                                                                                    |                                        | [ 148 ] |
| Tăng Ích Tân Viện sĩ                               |           | 1962 | Liên Nguyên, Hồ Nam           | Phó Chủ nhiệm Ủy ban Y tế Quốc gia Phó Chủ nhiệm Ủy ban Bảo vệ sức khỏe Trung ương                                                  | Ủy viên Kiểm Kỷ khóa XIX               | [ 149 ] |
| Tăng Tán Vinh                                      |           | 1969 | Thiệu Đông, Hồ Nam            | Thường vụ Tỉnh ủy Sơn Đông, Phó Tỉnh trưởng thường vụ Sơn Đông                                                                      |                                        | [ 150 ] |
| Ôn Cương                                           |           | 1966 | Thái Nguyên, Sơn Tây          | Chủ tịch Tập đoàn Quản lý tài sản Dung Thông Trung Quốc                                                                             |                                        | [ 151 ] |
| Lam Hiểu (Dao)                                     |           | 1969 | Đô An, Quảng Tây              | Bí thư Thị ủy Sùng Tả |                                        | [ 152 ] |
| Ngu Ái Hoa                                         |           | 1965 | Thiên Trường, An Huy          | Thường vụ Tỉnh ủy An Huy, Bí thư Thành ủy Hợp Phì                                                                                   |                                        | [ 153 ] |
| Đậu Hiền Khang Viện sĩ                             |           | 1966 | Tứ, An Huy                    | Phó Bí thư Đảng ủy, Hiệu trưởng Đại học Vũ Hán                                                                                      |                                        | [ 154 ] |
| Thái Duẫn Cách                                     |           | 1971 | Bá Châu, Hà Bắc               | Thường vụ Thành ủy, Bộ trưởng Bộ Tổ chức Thành ủy Trùng Khánh                                                                       |                                        | [ 155 ] |
| Thái Lệ Tân (nữ)                                   |           | 1971 | Vô Tích, Giang Tô             | Thường vụ Khu ủy Quảng Tây, Phó Chủ tịch thường vụ Quảng Tây                                                                        |                                        | [ 156 ] |
| Thái Hy Lương                                      |           | 1966 |                               | Phó Bí thư Đảng ủy, Chủ tịch Bảo hiểm nhân thọ Trung Quốc                                                                           |                                        | [ 157 ] |
| Karma Tseden (Tạng)                                |           | 1967 | Jomda, Tây Tạng               | Thường vụ Khu ủy, Bộ trưởng Bộ Thống Chiến Khu ủy Tây Tạng                                                                          |                                        | [ 158 ] |
| Liêu Lâm                                           |           | 1966 | Hợp Phố, Quảng Tây            | Phó Bí thư Đảng ủy, Hàng trưởng Ngân hàng Công Thương Trung Quốc                                                                    |                                        | [ 159 ] |
| Mâu Kiến Dân                                       |           | 1965 | Hải Diêm, Chiết Giang         | Chủ tịch Tập đoàn Chiêu thương Trung Quốc                                                                                           | Ủy viên khóa XIX (dự khuyết)           | [ 160 ] |
| Lê Tương Thiếu tướng, Viện sĩ                      |           | 1967 | Lưu Dương, Hồ Nam             | Hiệu trưởng Đại học Công nghệ Quốc phòng                                                                                            |                                        | [ 161 ] |
| Nguỵ Văn Huy Thiếu tướng                           |           | 1968 |                               | Phó Tư lệnh Hải quân Chiến khu Đông Bộ                                                                                              |                                        | [ 162 ] |
| Tsering Thar (Tạng)                                |           | 1969 | Bình An, Thanh Hải            | Thường vụ Tỉnh ủy Thanh Hải, Phó Tỉnh trưởng Thanh Hải                                                                              |                                        | [ 163 ] |
| Vương Húc Đông                                     |           | 1967 | Sơn Đan, Cam Túc              | Thành viên Đảng tổ Bộ Văn hóa và Du lịch, Viện trưởng Bảo tàng Cố cung                                                              | Ủy viên khóa XIX (dự khuyết)           | [ 164 ] |
| Vương Hiểu Vân (nữ)                                |           | 1968 | Nghĩa Ô, Chiết Giang          | Viện trưởng Viện nghiên cứu, Tổng giám đốc Kỹ thuật China Mobile                                                                    | Ủy viên khóa XIX (dự khuyết)           | [ 165 ] |
| Dương Phát Sâm                                     |           | 1971 | Cổ Lãng, Cam Túc              | Thường vụ Khu ủy Tân Cương, Bí thư Thành ủy Ürümqi                                                                                  |                                        | [ 166 ] |
| Tiêu Xuyên                                         |           | 1963 | Vọng Thành, Hồ Nam            | Chủ nhiệm Trung tâm nghiên cứu Giáo dục đời sống Đại học Sư phạm Bắc Kinh                                                           |                                        | [ 167 ] |
| Dư Kiếm Phong                                      |           | 1965 | Thiên Thủy, Cam Túc           | Bí thư Đảng ủy, Chủ tịch Tập đoàn Công nghiệp hạt nhân Trung Quốc                                                                   |                                        | [ 168 ] |
| Tống Chí Dũng                                      |           | 1965 |                               | Cục trưởng Cục Hàng không Dân dụng                                                                                                  |                                        | [ 169 ] |
| Tống Ngư Thuỷ (nữ)                                 |           | 1966 | Bồng Lai, Sơn Đông            | Phó Viện trưởng Pháp viện Sở hữu trí tuệ Bắc Kinh Phó Chủ tịch Hội Liên hiệp Phụ nữ                                                 | Ủy viên khóa XIX (dự khuyết)           | [ 170 ] |
| Trương Tinh                                        |           |      |                               | Đội trưởng Đội 1205 Giếng 2 Công ty Kỹ thuật Dầu khí Đại Khánh Trung Quốc                                                           |                                        | [ 171 ] |
| Chu Trường Khuê                                    |           | 1969 | Hà Trạch, Sơn Đông            | Bí thư Đảng tổ, Phó Chủ tịch, Lý sự trưởng Hội Liên hiệp Người tàn tật Trung Quốc                                                   |                                        | [ 172 ] |
| Thi Kim Thông (Miêu)                               |           | 1979 | Hoa Viên, Hồ Nam              | Phó Trấn trưởng Song Long, Bí thư Chi bộ hương Thập Bát Động                                                                        |                                        | [ 173 ] |
| Vương Thành                                        |           | 1969 | Sóc Châu, Sơn Đông            | Thường vụ Tỉnh ủy, Bộ trưởng Bộ Tổ chức Tỉnh ủy Chiết Giang                                                                         |                                        | [ 174 ] |